# Cansel Elçin

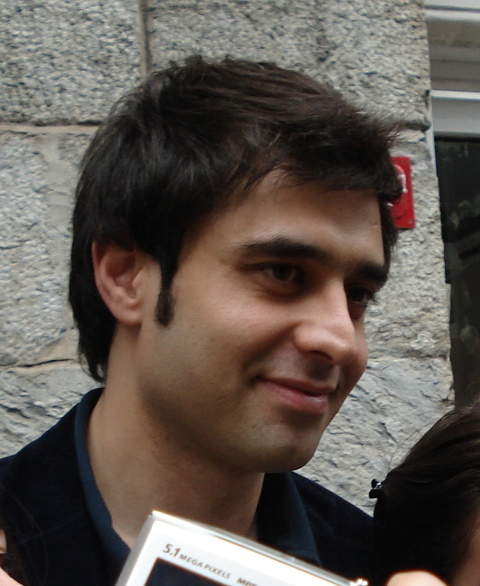
Cansel Elçin (2006)

Cansel Elçin (* 20. September 1971 in Tire, İzmir) ist ein türkischer Schauspieler.

## Leben
Elçin lebt seit 1982 in Paris und besuchte dort das Lycée Racine. Nach dem Abschluss nahm er an Abendkursen für Theater an der Ecole Florent teil. Gérard Depardieu, Sophie Marceau und Isabelle Adjani lehrten an dieser Schule und er ging mit der berühmten französischen Schauspielerin Audrey Tautou in eine Klasse. Später nahm er Schauspielunterricht im Actor's Studio von John Strasberg, dem Sohn von Lee Strasberg, und Jack Garfeinden.
Er beendete die Schule mit einem guten Abschluss und spielte bei vielen Theaterstücken mit. Neben dem Theater spielte er in Werbungspots und Filmen mit und drehte selbst den Kurzfilm Papillon.
Durch Zufall lernte er die berühmte türkische Regisseurin Tomris Giritlioğlu kennen. Für die Hauptrolle ihrer Serie Kirik Kanatlar kam er in die Türkei zurück. Danach folgte die Serie Hatirla Sevgili.
Mit dem Film Kücük Kiyamet kam er in die Kinos.

## Serien
- 2002 La Crim’ (1 Folge)
- 2004 Kommissar Navarro (Navarro; Folge: Une Femme Aux Abois)
- 2005 Kırık Kanatlar
- 06-08 Hatırla Sevgili
- 2008 Cennetin Çocukları
- 2010 Gönülcelen, englischer Originaltitel: My Fair Lady
- 2011 Yalanci Bahar
- 2012 Kötü Yol
- 2015 Eve Dönüs

## TV-Filme
- 1999 Route De Nuit

## Kinofilme
- 1997 Irma Vep
- 1998 Le Dernier Harem
- 1999 Le Cœur A L'ouvrage
- 2001 L’Art (délicat) de la séduction
- 2002 A Plus Pollux
- 2004 Tu Vas Rire Mais Je Te Quıtte
- 2004 L'equilibre de la terreur
- 2006 Küçük Kıyamet
- 2008 120
- 2009 Kampüste Çıplak Ayaklar
- 2009 Ada
- 2009 The Watercolor - Suluboya

## Als Regisseur
- 2009 Kampüste Çıplak Ayaklar
- 2015  Bizim Hikaye